# Norvège aux Jeux olympiques de la jeunesse d'hiver de 2012
La Norvège a participé aux Jeux olympiques de la jeunesse d'hiver de 2012 à Innsbruck en Autriche du 13 au 22 janvier 2012. 

## Médailles
| Médaille | Nom                                                                        | Sport               | Épreuve                            | Date       |
| -------- | -------------------------------------------------------------------------- | ------------------- | ---------------------------------- | ---------- |
| Or       | Andreas Molden                                                             | Ski de fond         | Sprint hommes                      | 19 janvier |
| Or       | Silje Theodorsen                                                           | Ski de fond         | Sprint femmes                      | 19 janvier |
| Argent   | Nora Grieg Christensen                                                     | Ski alpin           | Super-G femmes                     | 14 janvier |
| Argent   | Mats Berggaard                                                             | Saut à ski          | Individuel hommes                  | 14 janvier |
| Argent   | Tiril Sjaastad Christiansen                                                | Ski acrobatique     | Half-pipe femmes                   | 15 janvier |
| Argent   | Nora Grieg Christensen Martin Fjeldberg Mina Fuerst Holtmann Marcus Monsen | Ski alpin           | Épreuve parallèle par équipe mixte | 17 janvier |
| Argent   | Kristin Sandeggen Karoline Naess Haakon Livik Kristian Andre Aalerud       | Biathlon            | Relais mixte                       | 19 janvier |
| Bronze   | Martine Lilløy Bruun                                                       | Patinage de vitesse | 500 m femmes                       | 14 janvier |
| Bronze   | Linn Eriksen                                                               | Ski de fond         | Sprint femmes                      | 19 janvier |

## Résultats

### Ski alpin
La Norvège a qualifié 4 athlètes.
Hommes
| Athlète          | Épreuve      | Finale          | Finale          | Finale          | Finale          |
| Athlète          | Épreuve      | Manche 1        | Manche 2        | Total           | Rang            |
| ---------------- | ------------ | --------------- | --------------- | --------------- | --------------- |
| Martin Fjeldberg | Slalom       | N'a pas terminé | N'a pas terminé | N'a pas terminé | N'a pas terminé |
| Martin Fjeldberg | Slalom géant | 57 s 62         | 55 s 27         | 1 min 52 s 89   | 4               |
| Martin Fjeldberg | Super-G      |                 |                 | N'a pas terminé | N'a pas terminé |
| Martin Fjeldberg | Combiné      | 1 min 03 s 44   | N'a pas terminé | N'a pas terminé | N'a pas terminé |
| Marcus Monsen    | Slalom       | 40 s 44         | N'a pas terminé | N'a pas terminé | N'a pas terminé |
| Marcus Monsen    | Slalom géant | 58 s 30         | 55 s 03         | 1 min 53 s 33   | 5               |
| Marcus Monsen    | Super-G      |                 |                 | 1 min 04 s 97   | 6               |
| Marcus Monsen    | Combiné      | 1 min 04 s 19   | 38 s 02         | 1 min 42 s 1    | 4               |

Femmes
| Athlète                | Épreuve      | Finale           | Finale           | Finale           | Finale           |
| Athlète                | Épreuve      | Manche 1         | Manche 2         | Total            | Rang             |
| ---------------------- | ------------ | ---------------- | ---------------- | ---------------- | ---------------- |
| Nora Grieg Christensen | Slalom       | 43 s 08          | N'a pas terminée | N'a pas terminée | N'a pas terminée |
| Nora Grieg Christensen | Slalom géant | N'a pas terminée | N'a pas terminée | N'a pas terminée | N'a pas terminée |
| Nora Grieg Christensen | Super-G      |                  |                  | 1 min 05 s 79    | 2                |
| Nora Grieg Christensen | Combiné      | 1 min 05 s 54    | N'a pas terminée | N'a pas terminée | N'a pas terminée |
| Mina Fuerst Holtmann   | Super-G      |                  |                  | N'a pas terminée | N'a pas terminée |

Équipe
| Athlète                                                                    | Épreuve                            | Quart de finale | Demi-finale  | Finale         | Rang |
| -------------------------------------------------------------------------- | ---------------------------------- | --------------- | ------------ | -------------- | ---- |
| Nora Grieg Christensen Martin Fjeldberg Mina Fuerst Holtmann Marcus Monsen | Épreuve parallèle par équipe mixte | Suisse V 2-1    | Italie V 2-2 | Autriche D 1-3 | 2    |

### Biathlon
La Norvège a qualifié 4 athlètes.
Hommes
| Athlète                | Épreuve   | Finale        | Finale  | Finale |
| Athlète                | Épreuve   | Temps         | Manqués | Rang   |
| ---------------------- | --------- | ------------- | ------- | ------ |
| Kristian Andre Aalerud | Sprint    | 20 min 04 s 4 | 2       | 5      |
| Kristian Andre Aalerud | Poursuite | 30 min 04 s 7 | 7       | 6      |
| Haakon Livik           | Sprint    | 20 min 34 s 1 | 1       | 9      |
| Haakon Livik           | Poursuite | 30 min 26 s 9 | 4       | 9      |

Femmes
| Athlète           | Épreuve   | Finale        | Finale  | Finale |
| Athlète           | Épreuve   | Temps         | Manqués | Rang   |
| ----------------- | --------- | ------------- | ------- | ------ |
| Karoline Naess    | Sprint    | 21 min 10 s 6 | 5       | 36     |
| Karoline Naess    | Poursuite | 35 min 07 s 7 | 8       | 35     |
| Kristin Sandeggen | Sprint    | 18 min 55 s 5 | 1       | 11     |
| Kristin Sandeggen | Poursuite | 30 min 55 s 3 | 4       | 12     |

Mixte
| Athlète                                                                               | Épreuve                           | Finale            | Finale  | Finale |
| Athlète                                                                               | Épreuve                           | Temps             | Manqués | Rang   |
| ------------------------------------------------------------------------------------- | --------------------------------- | ----------------- | ------- | ------ |
| Kristin Sandeggen Karoline Naess Haakon Livik Kristian Andre Aalerud                  | Relais mixte                      | 1 h 13 min 11 s 7 | 0+8     | 2      |
| Kristin Sandeggen Silje Theodorsen Kristian Andre Aalerud Chrisander Skjoenberg Holth | Relais mixte ski de fond/biathlon | 1 h 06 min 46 s 2 | 3+6     | 9      |

### Ski de fond
La Norvège a qualifié 4 athlètes.
Hommes
| Athlète                     | Épreuve | Finale        | Finale |
| Athlète                     | Épreuve | Temps         | Rang   |
| --------------------------- | ------- | ------------- | ------ |
| Chrisander Skjoenberg Holth | 10 km   | 30 min 14 s 1 | 4      |
| Andreas Molden              | 10 km   | 31 min 16 s 3 | 13     |

Femmes
| Athlète          | Épreuve | Finale        | Finale |
| Athlète          | Épreuve | Temps         | Rang   |
| ---------------- | ------- | ------------- | ------ |
| Linn Eriksen     | 5 km    | 16 min 03 s 3 | 11     |
| Silje Theodorsen | 5 km    | 15 min 05 s 6 | 4      |

Sprint
| Athlète                     | Épreuve       | Qualification | Qualification | Quart de finale | Quart de finale | Demi-finale  | Demi-finale | Finale       | Finale       |
| Athlète                     | Épreuve       | Total         | Rang          | Total           | Rang            | Total        | Rang        | Total        | Rang         |
| --------------------------- | ------------- | ------------- | ------------- | --------------- | --------------- | ------------ | ----------- | ------------ | ------------ |
| Chrisander Skjoenberg Holth | Sprint hommes | 1 min 43 s 60 | 3 Q           | 1 min 46 s 1    | 3 Q             | 1 min 48 s 6 | 4           | Non qualifié | Non qualifié |
| Andreas Molden              | Sprint hommes | 1 min 42 s 08 | 1 Q           | 1 min 46 s 3    | 1 Q             | 1 min 46 s 0 | 1 Q         | 1 min 44 s 1 | 1            |
| Linn Eriksen                | Sprint femmes | 1 min 56 s 94 | 3 Q           | 2 min 01 s 6    | 2 Q             | 1 min 59 s 3 | 3 Q         | 1 min 57 s 6 | 3            |
| Silje Theodorsen            | Sprint femmes | 1 min 55 s 10 | 1 Q           | 1 min 58 s 9    | 1 Q             | 1 min 57 s 2 | 1 Q         | 1 min 57 s 4 | 1            |

Mixte
| Athlète                                                                               | Épreuve                           | Finale            | Finale  | Finale |
| Athlète                                                                               | Épreuve                           | Temps             | Manqués | Rang   |
| ------------------------------------------------------------------------------------- | --------------------------------- | ----------------- | ------- | ------ |
| Kristin Sandeggen Silje Theodorsen Kristian Andre Aalerud Chrisander Skjoenberg Holth | Relais mixte ski de fond/biathlon | 1 h 06 min 46 s 2 | 3+6     | 9      |

### Curling

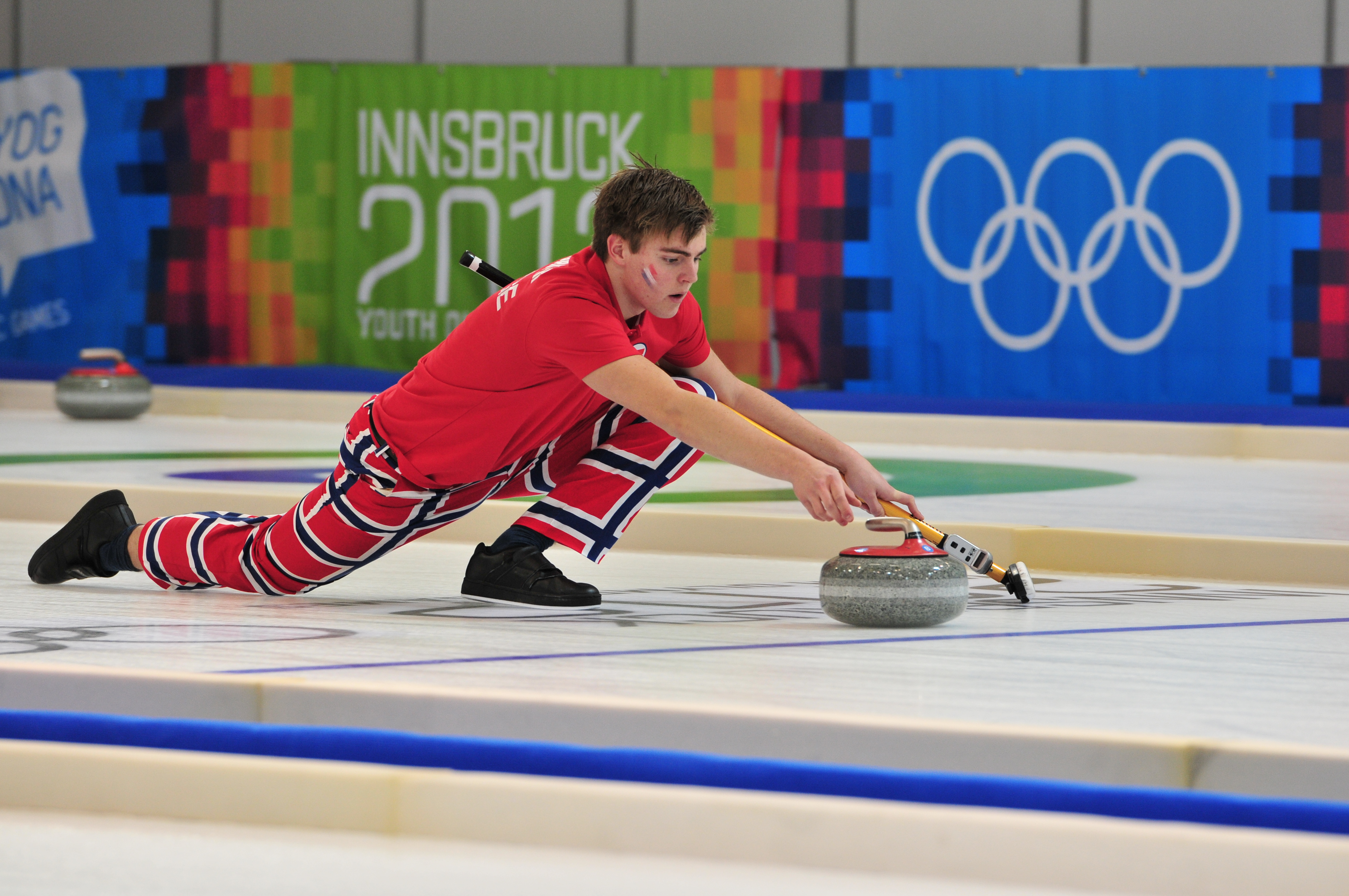
Martin Sesaker, équipe de Norvège, aux Jeux olympiques de la jeunesse d'hiver de 2012

La Norvège a qualifié une équipe.
Équipe
- Fourth: Martin Sesaker
- Third: Stine Haalien
- Skip: Markus Furulund Skogvold
- Lead: Ina Roll Backe

#### Équipe mixte
Classement final du tour principal
| Groupe Bleu        | Skip             | V | D |
| ------------------ | ---------------- | - | - |
| États-Unis         | Korey Dropkin    | 7 | 0 |
| Suisse             | Michael Brunner  | 6 | 1 |
| République tchèque | Marek Černovský  | 4 | 3 |
| Chine              | Bai Yang         | 3 | 4 |
| Norvège            | Markus Skogvold  | 3 | 4 |
| Corée du Sud       | Kang Sue-yeon    | 2 | 5 |
| Nouvelle-Zélande   | Luke Steele      | 2 | 5 |
| Estonie            | Robert-Kent Päll | 1 | 6 |

Tour principal
| D                    | 1 | 2 | 3 | 4 | 5 | 6 | 7 | 8 | 9 | 10 | Total |
| -------------------- | - | - | - | - | - | - | - | - | - | -- | ----- |
| Chine (Bai)          | 0 | 0 | 0 | 0 | 2 | 0 | 1 | 1 | 0 |    | 4     |
| Norvège (Skogvold) X | 1 | 1 | 0 | 0 | 0 | 2 | 0 | 0 | 1 |    | 5     |

| C                  | 1 | 2 | 3 | 4 | 5 | 6 | 7 | 8 | 9 | 10 | Total |
| ------------------ | - | - | - | - | - | - | - | - | - | -- | ----- |
| Norvège (Skogvold) | 0 | 0 | 2 | 0 | 0 | 0 | X | X |   |    | 2     |
| Suisse (Brunner) X | 2 | 1 | 0 | 3 | 1 | 1 | X | X |   |    | 8     |

| B                                | 1 | 2 | 3 | 4 | 5 | 6 | 7 | 8 | 9 | 10 | Total |
| -------------------------------- | - | - | - | - | - | - | - | - | - | -- | ----- |
| Norvège (Skogvold)               | 3 | 0 | 1 | 0 | 0 | 0 | 1 | 0 |   |    | 5     |
| République tchèque (Černovský) X | 0 | 2 | 0 | 0 | 1 | 2 | 0 | 3 |   |    | 8     |

| A                     | 1 | 2 | 3 | 4 | 5 | 6 | 7 | 8 | 9 | 10 | Total |
| --------------------- | - | - | - | - | - | - | - | - | - | -- | ----- |
| Norvège (Skogvold)    | 0 | 0 | 1 | 1 | 0 | 0 | 1 | 0 |   |    | 3     |
| Corée du Sud (Kang) X | 2 | 1 | 0 | 0 | 0 | 1 | 0 | 3 |   |    | 7     |

| C                           | 1 | 2 | 3 | 4 | 5 | 6 | 7 | 8 | 9 | 10 | Total |
| --------------------------- | - | - | - | - | - | - | - | - | - | -- | ----- |
| Nouvelle-Zélande (Steele) X | 1 | 0 | 2 | 0 | 0 | 2 | 1 | 0 |   |    | 6     |
| Norvège (Skogvold)          | 0 | 2 | 0 | 2 | 2 | 0 | 0 | 1 |   |    | 7     |

| D                    | 1 | 2 | 3 | 4 | 5 | 6 | 7 | 8 | 9 | 10 | Total |
| -------------------- | - | - | - | - | - | - | - | - | - | -- | ----- |
| Norvège (Skogvold) X | 1 | 0 | 1 | 0 | 1 | 0 | 0 | X |   |    | 3     |
| États-Unis (Dropkin) | 0 | 2 | 0 | 2 | 0 | 1 | 1 | X |   |    | 6     |

| B                    | 1 | 2 | 3 | 4 | 5 | 6 | 7 | 8 | 9 | 10 | Total |
| -------------------- | - | - | - | - | - | - | - | - | - | -- | ----- |
| Estonie (Päll)       | 2 | 0 | 1 | 0 | 0 | 0 | X | X |   |    | 3     |
| Norvège (Skogvold) X | 0 | 1 | 0 | 2 | 2 | 3 | X | X |   |    | 8     |

Tie-break
| D                    | 1 | 2 | 3 | 4 | 5 | 6 | 7 | 8 | 9 | 10 | Total |
| -------------------- | - | - | - | - | - | - | - | - | - | -- | ----- |
| Chine (Bai)          | 1 | 0 | 1 | 0 | 0 | 1 | 0 | X | X |    | 3     |
| Norvège (Skogvold) X | 0 | 2 | 0 | 3 | 0 | 0 | 1 | X | X |    | 6     |

Quart de finale
| C                  | 1 | 2 | 3 | 4 | 5 | 6 | 7 | 8 | 9 | 10 | Total |
| ------------------ | - | - | - | - | - | - | - | - | - | -- | ----- |
| Suède (Wranå) X    | 0 | 0 | 0 | 2 | 2 | 1 | 3 | X |   |    | 8     |
| Norvège (Skogvold) | 0 | 0 | 0 | 0 | 0 | 0 | 0 | X |   |    | 0     |

#### Doubles mixtes
16e de finale
| B                                          | 1 | 2 | 3 | 4 | 5 | 6 | 7 | 8 | 9 | 10 | Total |
| ------------------------------------------ | - | - | - | - | - | - | - | - | - | -- | ----- |
| Wang Jinbo (CHN) Ina Roll Backe (NOR) X    | 2 | 2 | 0 | 1 | 0 | 2 | 0 | 1 |   |    | 8     |
| Camilla Schnabel (AUT) Jordan Wåhlin (SWE) | 0 | 0 | 2 | 0 | 3 | 0 | 2 | 0 |   |    | 7     |

| B                                           | 1 | 2 | 3 | 4 | 5 | 6 | 7 | 8 | 9 | 10 | Total |
| ------------------------------------------- | - | - | - | - | - | - | - | - | - | -- | ----- |
| Angharad Ward (GBR) Markus Skogvold (NOR) X | 3 | 1 | 0 | 1 | 0 | 3 | 0 | 0 |   |    | 8     |
| Luke Steele (NZL) Johanna Heldin (SWE)      | 0 | 0 | 3 | 0 | 1 | 0 | 4 | 1 |   |    | 9     |

| B                                           | 1 | 2 | 3 | 4 | 5 | 6 | 7 | 8 | 9 | 10 | Total |
| ------------------------------------------- | - | - | - | - | - | - | - | - | - | -- | ----- |
| Martin Sesaker (NOR) Kim Eun-bi (KOR)       | 1 | 0 | 4 | 0 | 2 | 2 | 0 | X |   |    | 9     |
| Amalia Rudström (SWE) Kevin Lehmann (GER) X | 0 | 1 | 0 | 1 | 0 | 0 | 1 | X |   |    | 3     |

| B                                              | 1 | 2 | 3 | 4 | 5 | 6 | 7 | 8 | 9 | 10 | Total |
| ---------------------------------------------- | - | - | - | - | - | - | - | - | - | -- | ----- |
| Stine Haalien (NOR) Alexandr Korshunov (RUS) X | 0 | 0 | 0 | 0 | 1 | 0 | 0 | X |   |    | 1     |
| Rasmus Wranå (SWE) Kerli Zirk (EST)            | 1 | 3 | 1 | 1 | 0 | 1 | 1 | X |   |    | 8     |

8e de finale
| D                                       | 1 | 2 | 3 | 4 | 5 | 6 | 7 | 8 | 9 | 10 | Total |
| --------------------------------------- | - | - | - | - | - | - | - | - | - | -- | ----- |
| Yang Ying (CHN) Thomas Howell (USA)     | 0 | 3 | 0 | 0 | 0 | 1 | 0 | X |   |    | 4     |
| Martin Sesaker (NOR) Kim Eun-bi (KOR) X | 2 | 0 | 2 | 1 | 2 | 0 | 3 | X |   |    | 10    |

| C                                                | 1 | 2 | 3 | 4 | 5 | 6 | 7 | 8 | 9 | 10 | Total |
| ------------------------------------------------ | - | - | - | - | - | - | - | - | - | -- | ----- |
| Michael Brunner (SUI) Nicole Muskatewitz (GER) X | 1 | 1 | 1 | 1 | 1 | 0 | 1 | X |   |    | 6     |
| Wang Jinbo (CHN) Ina Roll Backe (NOR)            | 0 | 0 | 0 | 0 | 0 | 1 | 0 | X |   |    | 1     |

Quart de finale
| A                                                | 1 | 2 | 3 | 4 | 5 | 6 | 7 | 8 | 9 | 10 | Total |
| ------------------------------------------------ | - | - | - | - | - | - | - | - | - | -- | ----- |
| Martin Sesaker (NOR) Kim Eun-bi (KOR) X          | 0 | 3 | 0 | 1 | 0 | 0 | 1 | 1 | 1 |    | 7     |
| Anastasia Moskaleva (RUS) Tsukasa Horigome (JPN) | 1 | 0 | 2 | 0 | 1 | 2 | 0 | 0 | 0 |    | 6     |

Demi-finale
| D                                       | 1 | 2 | 3 | 4 | 5 | 6 | 7 | 8 | 9 | 10 | Total |
| --------------------------------------- | - | - | - | - | - | - | - | - | - | -- | ----- |
| Martin Sesaker (NOR) Kim Eun-bi (KOR) X | 0 | 5 | 0 | 2 | 0 | 2 | 1 | 3 |   |    | 13    |
| Yoo Min-hyeon (KOR) Mako Tamakuma (JPN) | 2 | 0 | 1 | 0 | 3 | 0 | 0 | 0 |   |    | 6     |

Finale
| C                                                | 1 | 2 | 3 | 4 | 5 | 6 | 7 | 8 | 9 | 10 | Total |
| ------------------------------------------------ | - | - | - | - | - | - | - | - | - | -- | ----- |
| Michael Brunner (SUI) Nicole Muskatewitz (GER) X | 3 | 2 | 0 | 4 | 0 | 4 | X | X |   |    | 13    |
| Martin Sesaker (NOR) Kim Eun-bi (KOR)            | 0 | 0 | 1 | 0 | 1 | 0 | X | X |   |    | 2     |

### Ski acrobatique
La Norvège a qualifié 3 athlètes.
Ski cross
| Athlète             | Épreuve          | Qualification | Qualification | Quart de finale | Demi-finale | Finale   |
| Athlète             | Épreuve          | Temps         | Rang          | Rang            | Rang        | Rang     |
| ------------------- | ---------------- | ------------- | ------------- | --------------- | ----------- | -------- |
| Marius Boe Vangsnes | Ski cross hommes | 57 s 73       | 5             | Annulées        | Annulées    | Annulées |

Ski half-pipe
| Athlète                     | Épreuve              | Qualification | Qualification | Finale | Finale |
| Athlète                     | Épreuve              | Points        | Rang          | Points | Rang   |
| --------------------------- | -------------------- | ------------- | ------------- | ------ | ------ |
| Johan Berg                  | Ski half-pipe hommes | 70,00         | 6 Q           | 71,75  | 7      |
| Tiril Sjaastad Christiansen | Ski half-pipe femmes | 76,75         | 3 Q           | 79,25  | 2      |

### Luge
La Norvège a qualifié 2 athlètes.
Femmes
| Athlète              | Épreuve       | Finale   | Finale   | Finale         | Finale |
| Athlète              | Épreuve       | Manche 1 | Manche 2 | Total          | Rang   |
| -------------------- | ------------- | -------- | -------- | -------------- | ------ |
| Karoline Frimo Melas | Simple femmes | 41 s 604 | 41 s 240 | 1 min 22 s 844 | 18     |
| Gry Martine Mostue   | Simple femmes | 40 s 757 | 40 s 760 | 1 min 21 s 517 | 8      |

### Combiné nordique
La Norvège a qualifié 1 athlète.
Hommes
| Athlète              | Épreuve           | Saut à ski | Saut à ski | Ski de fond | Ski de fond   | Finale        | Finale |
| Athlète              | Épreuve           | Points     | Rang       | Malus       | Temps Ski     | Total Temps   | Rang   |
| -------------------- | ----------------- | ---------- | ---------- | ----------- | ------------- | ------------- | ------ |
| Harald Johnas Riiber | Individuel hommes | 131,3      | 3          | 0 min 25    | 27 min 05 s 0 | 27 min 30 s 0 | 6      |

### Saut à ski
La Norvège a qualifié 2 athlètes.
Hommes
| Athlète        | Épreuve           | 1e saut  | 1e saut | 2e saut  | 2e saut | Total  | Total |
| Athlète        | Épreuve           | Distance | Points  | Distance | Points  | Points | Rang  |
| -------------- | ----------------- | -------- | ------- | -------- | ------- | ------ | ----- |
| Mats Berggaard | Individuel hommes | 77,5 m   | 137,8   | 78,0 m   | 140,0   | 277,8  | 2     |

Femmes
| Athlète          | Épreuve           | 1e Saut  | 1e Saut | 2e Saut  | 2e Saut | Total  | Total |
| Athlète          | Épreuve           | Distance | Points  | Distance | Points  | Points | Rang  |
| ---------------- | ----------------- | -------- | ------- | -------- | ------- | ------ | ----- |
| Karoline Roestad | Individuel femmes | 63,5 m   | 96.7    | 62,0 m   | 93,1    | 189,8  | 8     |

Équipe avec combiné nordique
| Athlète                                              | Épreuve                 | 1er tour | 2e tour | Total | Rang |
| ---------------------------------------------------- | ----------------------- | -------- | ------- | ----- | ---- |
| Karoline Roestad Harald Johnas Riiber Mats Berggaard | Compétition par équipes | 271,2    | 301,2   | 572,4 | 6    |

### Patinage de vitesse
La Norvège a qualifié 4 athlètes.
Hommes
| Athlète                  | Épreuve              | Course 1 | Course 2 | Total         | Rang |
| ------------------------ | -------------------- | -------- | -------- | ------------- | ---- |
| Henrik Fagerli Rukke     | 500 m hommes         | 40 s 27  | 40 s 37  | 80 s 64       | 9    |
| Henrik Fagerli Rukke     | 1 500 m hommes       |          |          | 2 min 05 s 70 | 14   |
| Henrik Fagerli Rukke     | Départ groupé hommes |          |          | 7 min 20 s 50 | 14   |
| Magnus Myhren Kristensen | 1 500 m hommes       |          |          | 2 min 03 s 27 | 9    |
| Magnus Myhren Kristensen | 3 000 m hommes       |          |          | 4 min 19 s 71 | 7    |
| Magnus Myhren Kristensen | Départ groupé hommes |          |          | 7 min 14 s 15 | 6    |

Femmes
| Athlète              | Épreuve              | Course 1 | Course 2 | Total            | Rang             |
| -------------------- | -------------------- | -------- | -------- | ---------------- | ---------------- |
| Martine Lilløy Bruun | 500 m femmes         | 43 s 98  | 43 s 53  | 87 s 51          | 3                |
| Martine Lilløy Bruun | 1 500 m femmes       |          |          | 2 min 19 s 79    | 12               |
| Martine Lilløy Bruun | Départ groupé femmes |          |          | N'a pas terminée | N'a pas terminée |
| Inga Anne Vasaasen   | 1 500 m femmes       |          |          | 2 min 19 s 95    | 13               |
| Inga Anne Vasaasen   | 3 000 m femmes       |          |          | 4 min 55 s 71    | 9                |
| Inga Anne Vasaasen   | Départ groupé femmes |          |          | N'a pas terminée | N'a pas terminée |

## Sources
- (en) Cet article est partiellement ou en totalité issu de l’article de Wikipédia en anglais intitulé « Norway at the 2012 Winter Youth Olympics » (voir la liste des auteurs).